# Eibar
Eibar (tiếng Basque: Eibar, tiếng Tây Ban Nha: Éibar) là một thành phố và municipio của tỉnh Gipuzkoa, Xứ Basque, Tây Ban Nha. Đây là trung tâm Debabarrena, một trong số comarca của Gipuzkoa.
Eibar có 27.138 dân (Eustat, 2018). Ngành công nghiệp chính là chế tác kim loại, và từ hồi thế kỷ XVI đã nổi danh nhờ chế tạo vũ khí, nhất là vũ khí nhẹ chạm trổ tinh xảo. Đây là còn là nơi xuất thân của xe máy Serveta.
Đây cũng là nơi đặt trụ sở đội bóng đá SD Eibar.

## Địa lý
Eibar nằm ở độ cao 121m trên mực nước biển, ở mạn tây tỉnh Gipuzkoa, ngay cạnh Biscay. Eibar mang khí hậu đại dương. Thành phố toạ lạc trong một thung lũng hẹp giữa vùng đồi núi, với những đỉnh cao nhất đạt 700–800 m. Chảy ngang Eibar là dòng Ego, một phụ lưu sông Deba.
Ngoài vùng lõi đô thị, municipio Eibar còn bao gồm năm khu ngoại ô nông thôn: Otaola-Kinarraga, Aginaga, Arrate, Mandiola, Gorosta.